# Rathaus Höhscheid
Das Rathaus Höhscheid ist das ehemalige Rathaus der einstmals selbständigen Stadt Höhscheid, die heute ein Stadtteil von Solingen ist. Das denkmalgeschützte Neorenaissance-Gebäude wurde von 1892 bis 1893 errichtet. Nachdem die Stadt Höhscheid 1929 in die Stadt Solingen eingemeindet worden war, war das Gebäude die meiste Zeit eine Außenstelle der Solinger Stadtverwaltung, bis die Stadt Solingen es 2005 an den Unternehmer Jörg Föste verkaufte. Dieser erhielt für die Renovierung 2005 den Denkmalschutzpreis der Abteilung Solingen des Bergischen Geschichtsvereins.

## Vorgeschichte
Wie in anderen Bürgermeistereien im Kreis Solingen der preußischen Rheinprovinz wurden auch in der Bürgermeisterei Höhscheid die Amtsgeschäfte des jeweiligen Bürgermeisters in seinem Wohnhaus erledigt. Schon im napoleonischen Großherzogtums Berg war 1808 die Mairie Höhscheid gebildet worden. Maire (Bürgermeister) war von 1808 bis zu seinem Tod 1816 Johann Peter Becher, der Besitzer des Höhscheider Hofes. Ihm folgte als Leiter der Gemeinde der Beigeordnete Johann Peter Kayser, ein Landwirt am Platzhof. Den Titel Bürgermeister trug er nicht, vielmehr musste er in den Anfängen der preußischen Verwaltung in der damaligen Provinz Jülich-Kleve-Berg 1819 verhindern, dass Höhscheid auf Solingen, Dorp und Leichlingen aufgeteilt wurde. Sein Sekretär war seit dem 27. September 1816 Johann Peter Höfer, der ihm im August 1821 nachfolgte und erst am 1. April 1823 zum kommissarischen Bürgermeister ernannt wurde.:275f.
Peter Höfer amtierte als Bürgermeister bis 1849. In seinem letzten Wohnhaus, heute Neuenhofer Straße 8, fanden die Versammlungen der Bürgermeisterei im Obergeschoss statt. Sein Nachfolger Peter Daniel Berger wohnte bei seiner Amtsübernahme im Haus Obenkatternberg 37, das bei den Bürgern Katternberger Bürgermeisteramt hieß. 1853 kaufte Berger das zuvor unter anderem als Landratsamt des Kreises Solingen genutzte Haus Kirschheide und richtete in dessen Kontor- und Wirtschaftsgebäude seine Amtsräume ein, wo sie bis zum Ende seiner Amtszeit 1873 blieben.
Um 1875 erwarb die Stadt Höhscheid für den seit 1873 amtierenden Bürgermeister Josef Pütz das in der Nähe gelegene Haus Neuenhofer Straße 13, das als erstes Rathaus der Stadt Höhscheid gilt. In die Dienstwohnung zog 1881 der neu gewählte Bürgermeister Louis Gläßner mit seiner Familie ein, der dieses Amt 30 Jahre lang bekleidete. Schon zehn Jahre später wurde ein Neubau des Rathauses geplant, der der Stadt zusammen mit der Anlage des Höhscheider Platzes ein eigenständiges Zentrum verschaffen sollte. Direkt neben dem alten Rathaus wurde das Grundstück des Bäckermeisters Pohlig, Neuenhofer Straße 11, für den Neubau erworben, nach dessen Fertigstellung 1893 das alte Gebäude an Louis Berns verkauft wurde.:72f. 1890 war das Otterwerk der Gebr. Berns, Spezialisten für Taschen- und Federmesser, an die Neuenhofer Straße umgezogen. 1912 ließ Reinhard Berns auf dem Nachbargrundstück Neuenhofer Straße 15 ein neues Wohnhaus errichten.:173 Die Stadt Höhscheid kaufte das alte Rathaus im gleichen Jahr wieder zurück. Es war geplant, das Gebäude abzutragen und im Josefstal wieder aufzubauen, um auf dem Grundstück an der Neuenhofer Straße einen Anbau für das inzwischen zu kleine Rathaus zu errichten. Diese Pläne wurden vermutlich wegen des Ersten Weltkriegs nie umgesetzt. Stattdessen renovierte man 1919 den Altbau und nutzte ihn für die Stadtverwaltung, bevor er in späteren Jahren wieder verkauft wurde.:73

Ehemalige Amtssitze Höhscheider Bürgermeister
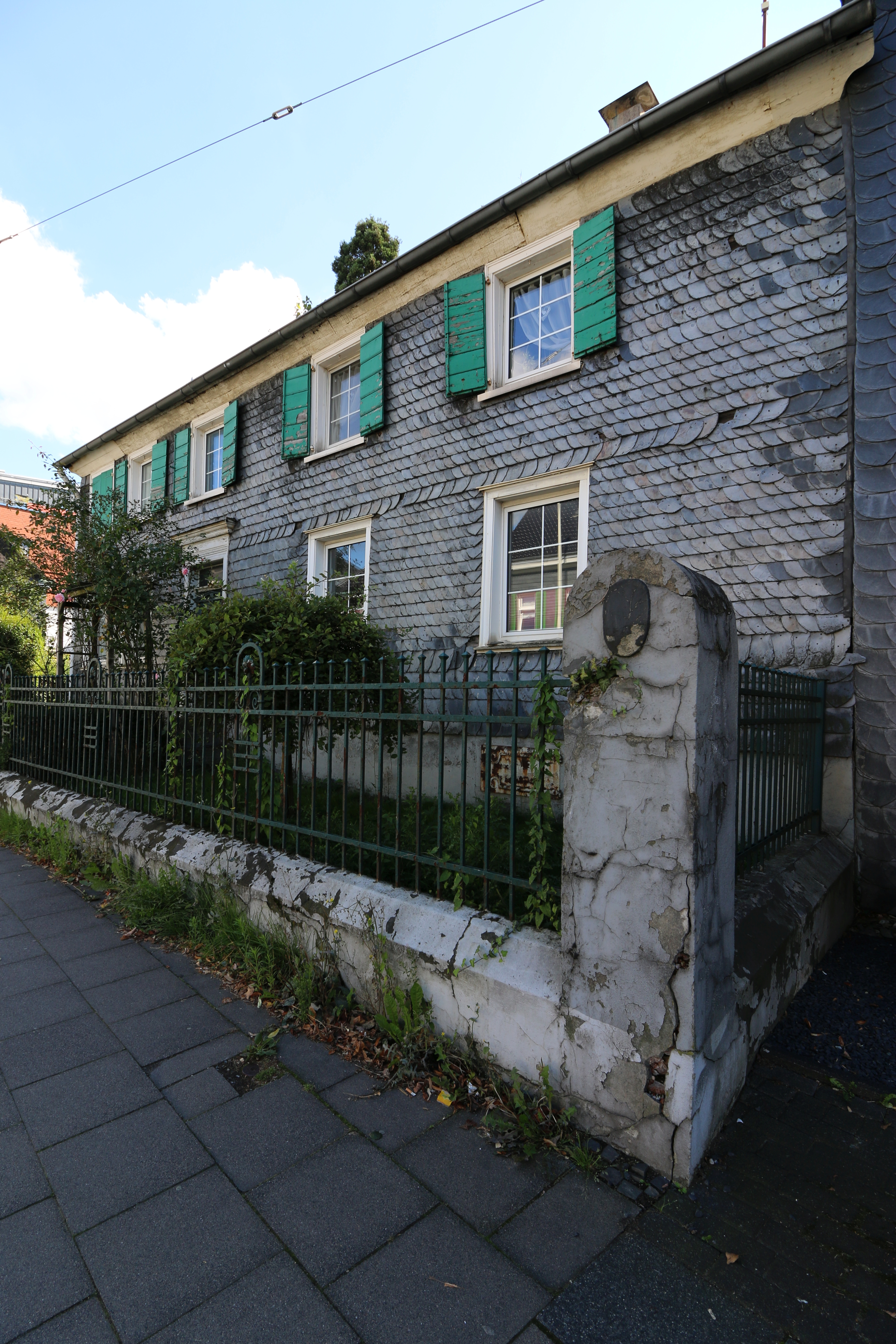
Neuenhofer Straße 8 letztes Wohnhaus des Bürgermeisters Johann Peter Höfer (1821–1849)
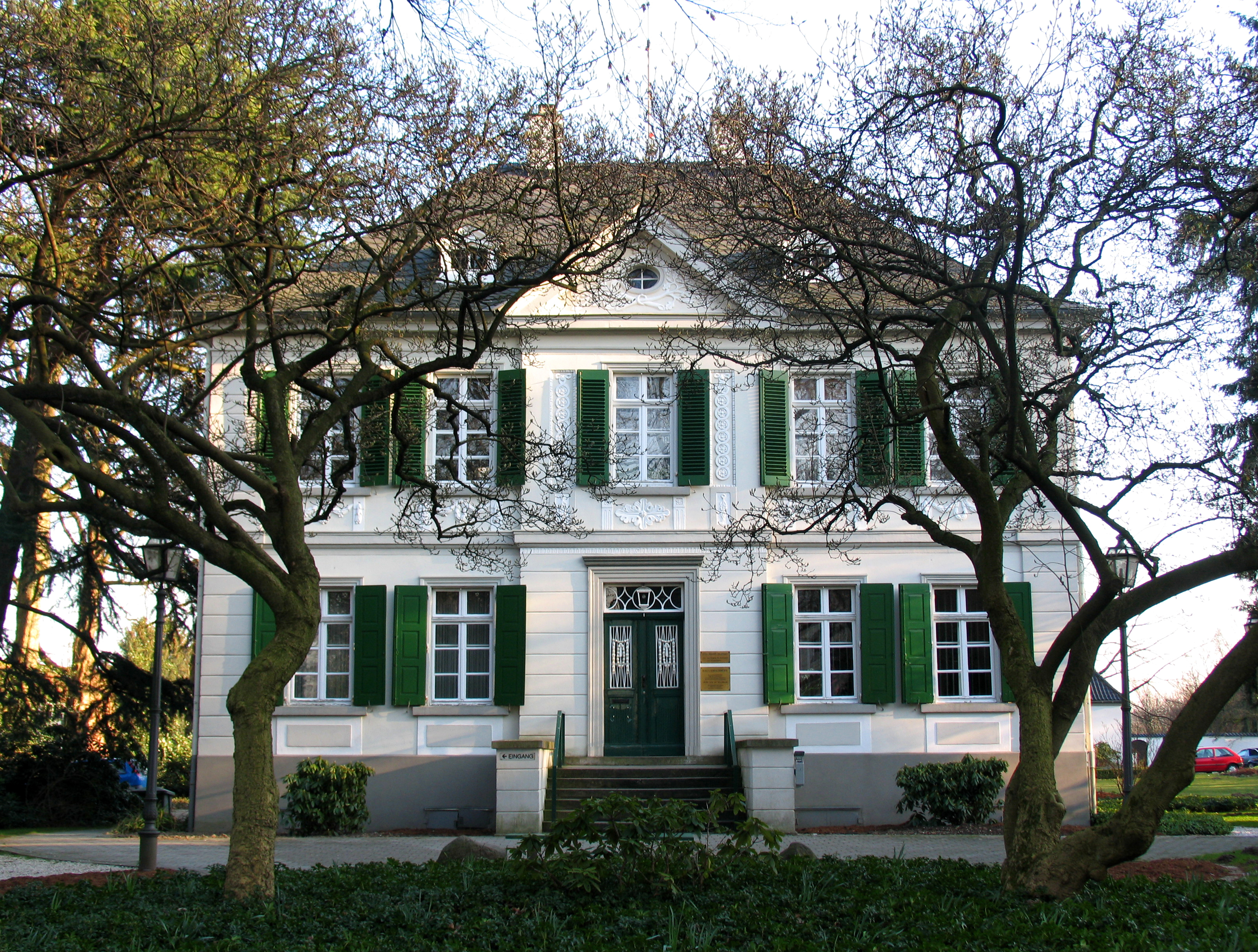
Haus Kirschheide ab 1853 Wohnhaus des Bürgermeisters Daniel Peter Berger (1849–1873)
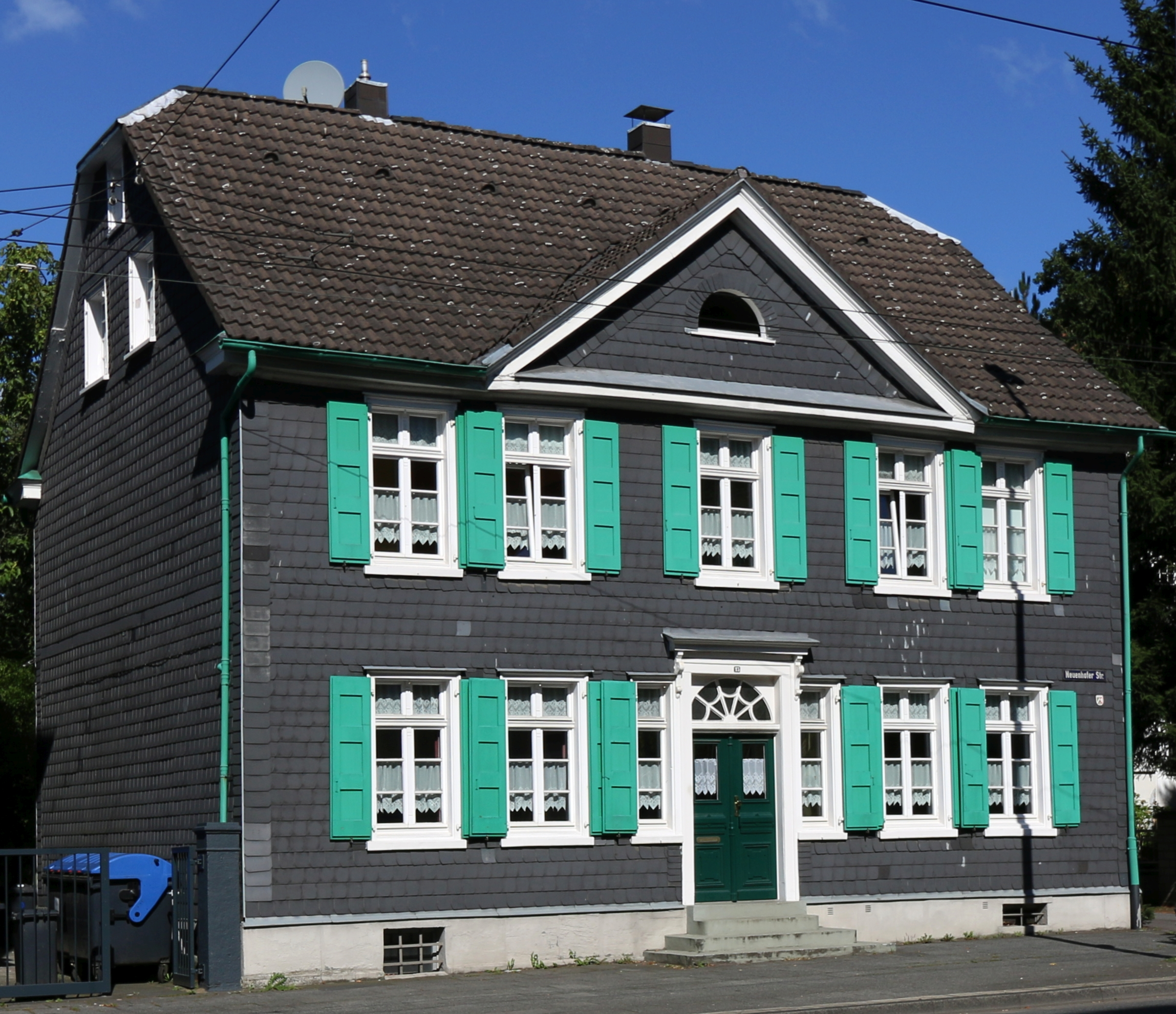
Neuenhofer Straße 13 erstes Rathaus ab 1875

## Bau des Rathauses
1891 reichte der Solinger Architekt Ernst G. Weber die Baupläne ein, die etwas bescheidener ausfielen als die vorher entstandenen Rathäuser in den Nachbarstädten Dorp und Ohligs. Über den Seitenrisaliten gab es in Höhscheid anstelle von Dreiecksgiebeln Ziergiebel im Neorenaissance-Stil oberhalb des stark ausgebildeten Dachgesimses. Mit einer solchen Zierde wurden auch der Mittelrisalit und die beiden großen Dachgauben versehen. Der typische Gründerzeitbau orientiert sich in der Fassadengestaltung zur Straße hin. Mit Minimalaufwand wurden die Seiten- und Rückfassaden glatt geputzt.
Es durften für den Bau nur Ringofen-Ziegelsteine I. Sorte der Ziegelei Benninghoven & Cie an der Neuenkamper Straße verwendet werden. Der Solinger Bauunternehmer Heinrich Kissel bekam den Auftrag für die Maurer-, Zimmer-, Anstreicher- und Glaserarbeiten.
Neben der Dienstwohnung des Bürgermeisters gab es genügend Verwaltungsräume, so dass auch die Sparkasse Höhscheid zeitweise untergebracht werden konnte. Unter dem letzten Höhscheider Bürgermeister Hugo Pohlig, der 1911 einzog, wurden 1927 die Räume renoviert.:76f.

## Nutzung nach der Eingemeindung
Nachdem die Stadt Höhscheid 1929 in die Stadt Solingen eingemeindet wurde, nutzte die Solinger Stadtverwaltung das Gebäude zunächst als Außenstelle. Von August 1937 bis Ende Januar 1940 war das ehemalige Rathaus Sitz der Heeresstandort-Verwaltung Wuppertal. Am 1. Februar 1940 vermietete die Stadt Solingen das Gebäude an die Nationalsozialistische Volkswohlfahrt. Nach umfangreichen Instandsetzungsarbeiten wurde es zum Wohnheim für Schwesternschülerinnen (Maidenheim). Neben den in den Städtischen Krankenanstalten arbeitenden Maiden belegte ab Oktober 1941 auch die Städtische Straßenbahnverwaltung einige Räume.:77f.
Nach dem Ende des Zweiten Weltkriegs 1945 nutzte zunächst die britische Militärregierung das Rathaus als Verwaltungsstelle. Dafür wurde im Keller eine Küche eingerichtet. Nach dem Auszug der Briten zog die städtische Schlichtungsstelle für Wohnungssachen ein, die im Juni 1949 in das Rathaus Cronenberger Straße verlagert wurde. Dafür bekam Höhscheid die Bezirksstelle des Wohlfahrtsamtes. 1952 plante die Stadt Solingen ursprünglich, das Gebäude als Jugendwohnheim zu nutzen. Doch dann entschied man sich, es zum Standort für das Schulamt zu machen. Dafür wurde das Gebäude umfangreich umgebaut. Dabei wurden Wände versetzt und 20 Büros geschaffen und der ehemalige Rathaussaal zum Sitzungssaal umfunktioniert. Am Treppenhaus auf der Rückseite entstand ein neuer Toilettentrakt. Die Ziergiebel am Dach wurden entfernt. 1974 erfolgte eine Teilsanierung des Gebäudes mit diversen Um- und Anbauten. Am 21. Januar 1991 wurde das ehemalige Rathaus unter Denkmalschutz gestellt. Damit wurden weitere gravierende bauliche Veränderungen verhindert. 1996 wandelte man die Hausmeisterwohnung im Dachgeschoss in weitere Büros um. Die Stadt ließ im Herbst 2000 noch einmal Umbauten vornehmen, um im Gebäude ein Bürgerbüro und eine Polizeidienststelle unterzubringen.:78f.
1998 hatte die Stadt Solingen das Gebäude der ehemaligen Solvay-Unternehmenszentrale an der Langhansstraße in Ohligs übernommen.:33. Dorthin wurde auch das Schulamt verlagert. Im Zuge der Planungen für das neue Solinger Rathaus an der Konrad-Adenauer-Straße und der damit angestrebten Aufgabe dezentraler Verwaltungsgebäude wurde als erstes Objekt das sanierungsbedürftige Höhscheider Rathaus zum Verkauf gestellt, das dort untergebrachte Bürgerbüro Höhscheid zog in die ehemaligen Betriebsgebäude der Solinger Stadtwerke an der Gasstraße. Der Verkauf des Höhscheider Rathauses war im Rat der Stadt umstritten, da einige damit die gewachsene Solinger Tradition der Stadtteile als gefährdet sahen. Die Sängerjugend der Stadt Solingen plante, das Gebäude zu übernehmen und einen zentralen Standort mit Probenräumen für Chöre und weitere musikalische Angebote zu schaffen. Trotz der 2004 vorliegenden Genehmigung für ein solches Schulungsgebäude konnte die Sängerjugend die notwendige Finanzierung nicht sicherstellen. Im Dezember 2004 fiel die Verkaufsentscheidung zugunsten des Solinger Unternehmers Jörg Föste, der plante, im Gebäude seine bisherigen Firmenstandorte zusammenzulegen und dafür in die Sanierung der Immobilie zu investieren.:79f.
2005 wurde das komplette Gebäude in nur sechs Monaten denkmalgerecht renoviert. Bei den ersten Begehungen fanden sich im Keller noch ein Tresorraum mit schwerer Tür und alte Duschanlagen des Maidenheims. Im Rahmen des vom Architekten Roland Dakowski mitentwickelten Sanierungskonzeptes wurden durch Rückbau folgende Teile wieder hergestellt: Terrazzo-Böden im Erdgeschoss, 80 Eichenfenster, Haupt- und Nebentreppenhaus, Kassetten-Innentüren sowie Stuck im Sitzungssaal und im Bürgermeisterbüro. Neben dem neuen hochwertigen Schiefer für das Dach erhielt dieses im rückseitigen Bereich noch fehlende Dachgauben. Der Dachspeicher, der früher als Aktenspeicher genutzt worden war, wurde ausgebaut. Die Straßenfassade wurde handwerklich hochwertig restauriert. Am 25. September 2005 erfolgte die Einweihung der neuen Räumlichkeiten. Noch im gleichen Jahr würdigte der Abteilung Solingen des Bergischen Geschichtsvereins die Renovierung mit ihrem Denkmalschutzpreis.:80f.